# Société cantalienne
La Société cantalienne, ou Association cantalienne, était une société savante d'histoire, d'inventaire et d'étude du patrimoine, aussi bien naturel que culturel, du Cantal, créée vers 1838 et disparue sous le Second Empire. 

## Historique
Présidée par Louis-Furcy Grognier, elle s'était donné pour tâche de continuer l'œuvre d'étude et de publication entreprise par Jean-Baptiste de Ribier du Châtelet (1779-1844), Jean-Charles Vacher de Tournemire (1755-1840) et Jacques-Antoine Dulaure (1755-1835), tous trois membres de la Société des antiquaires de France. 
Elle sera remplacée par la suite par la Société de la Haute-Auvergne fondée en 1898.

## Publications

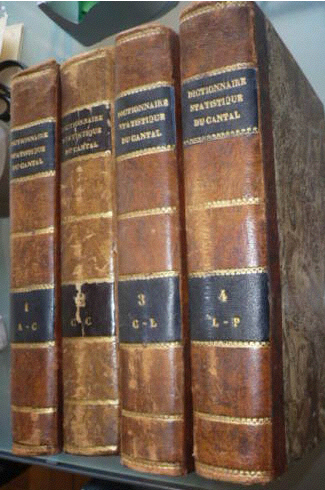
Dictionnaire statistique du Cantal

La Société cantalienne a publié en 28 livraisons, entre 1852 et 1861, la seconde édition en cinq volumes de l'ouvrage de Jean-Baptiste de Ribier du Châtelet : Dictionnaire Statistique du département du Cantal, publié initialement en 1824, qui contribuait au mouvement général de rédaction, pour chaque département, de  dictionnaires statistiques, topographiques, historiques et politiques. 

Dissoute peu après, elle se continuera avec la fondation en 1898 à l'initiative de Roger Grand et de Marcellin Boudet de la Société de la Haute-Auvergne.
Les principaux rédacteurs du Dictionnaire statistique, ou Histoire, description et statistique du département du Cantal ont été, outre Jean-Baptiste de Ribier du Châtelet (1779-1844), mort prématurément : Jean-François Raulhac, Alexandre Delzons et Henri Durif, juges, Jean de Sartiges d'Angles, Émile Delalo (1797-1863), juge, conseiller général, Paul Rancilhac de Chazelles, Henri Delolm de Lalaubie (1818-1870), Olleris, N Imberdis, ingénieur, Cirice Teilhard (1811-1868), grand-père de Pierre Teilhard de Chardin.
Bien que ne figurant pas dans la liste imprimée au début de l'ouvrage, on doit mentionner en plus N. Devèze, ingénieur, Jean-Baptiste Lakairie (1765-1822), Edouard Mathieu de La Force. On pourra également se reporter à l'ouvrage du docteur Louis de Ribier : Le Dictionnaire du Cantal, Jean-Baptiste de Ribier du Châtelet, et ses collaborateurs posthumes, Aurillac, Éditions U.S.H.A., 1936, qui donne de nombreux renseignements biographiques sur les principaux rédacteurs et précise en détail leur contribution au Dictionnaire Statistique du Cantal, en particulier Pierre-Germain Aigueperse, Paul de Chazelles, Michel Cohendy,  Émile Delalo, le baron Delzons, Henri Durif, Élie Jalenques, Edmond de Laforce, Henri de Lalaubie, Henri Lecoq, Henri Lenormand, Gilbert Mallay, Dominique Mirande, le docteur Nivet, Félix Esquirou de Parieu, Gabriel Reynaud, Louis Robin, Sartiges d'Angles, Jean Seguy, Louis Tournaire.

## Autres membres
- Louis-Napoléon Bonaparte,
- Louis Barses, avoué à Riom,

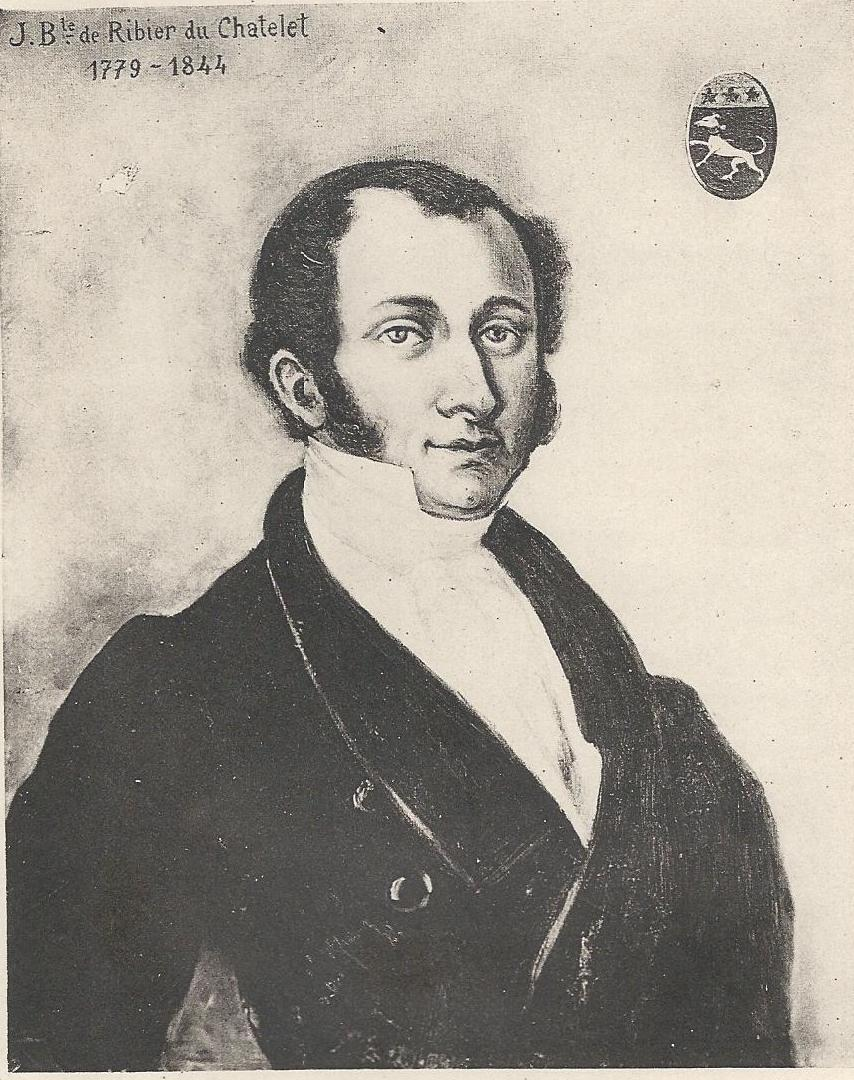
Jean-Baptiste Deribier Duchâtelet (1779-1844)

- Raymond Bastid (1821-1880), du Cambon, député du Cantal,
- Auguste de Boisseulh, neveu de l'Abbé de Pradt, fils de Lucie Madeleine d'Estaing,
- le chevalier de Bort,
- Adrien Botheil de Roccquecave de Thuret (1812-),
- Jean-Baptiste Bouillet (1771-1878), banquier, géologue,
- Eugène de Brives (1810-1891), d'Anteroche, receveur des finances,
- Henry Brugerolles de Fraissinette (1826-1898), percepteur,
- Clodius Brunon, de la Moissétie, directeur d'usine,
- Guillaume Bouygues de Boschâtel, de Lamartinie, conservateur des hypothèques, beau-père de Marcellin Boudet,
- Ildefonse Charmes (1819-1853), père de Francis Charmes, fondateur (1836-1852).
- Paul Chardon du Ranquet, (1811-1878),

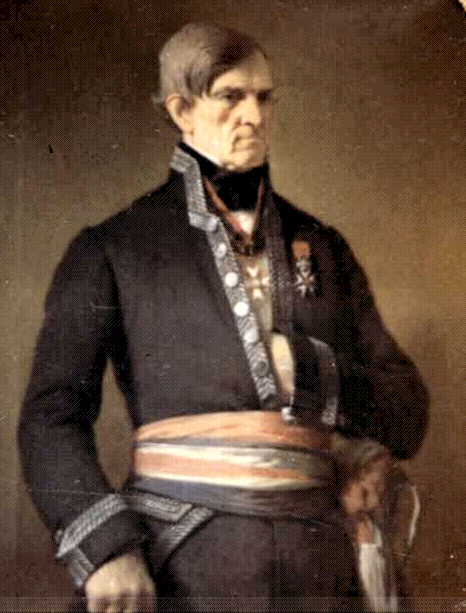
Louis-Furcy Grognier (1787-1863), président de la Société cantalienne, portrait à l'huile par Éloy Chapsal

- le Comte de Chazelles, membre du Conseil colonial de la Guadeloupe,
- Joseph de Clavières (1830-1911), conseiller général,
- Michel Cohendy,
- François Couderc de Saint-Chamant, (1780-1863), receveur général,
- Justin Delmas, (1796-1876), de Sénezergues, préfet de Toulouse, secrétaire général au Ministère de l'Intérieur,
- Édouard Delalo,
- Louis-Henri Delolm de Lalaubie (1818-1870),
- Jean-Antoine Delpech-Frayssinet (1785-1858), médecin-major,
- Auguste Delort (1820-1876), avocat,
- Alexandre Delzons, (1800-1859), de Broussette, avocat,
- Théodore de Douhet de Romananges (1788-1841),
- Ferdinand de Douhet de Romananges (1810-1884), député du Puy-de-Dôme,
- Antoine Durand, banquier,
- Henri Durif, juge,
- Hippolyte d'Espinchal (1777-), colonel,
- Paul de Féligonde, d'Anjony,
- Delphine de Fontanges, épouse de George Onslow,
- Charles de Fontanges de Couzan (1771-1858), agent des relations commerciales du Gouvernement français en Hollande en 1801, directeur des contributions de l'Oise,
- Pierre Fontanier, maire de Neussargues,
- François-Ernest Gautier, notaire à Aurillac,
- Pierre-Joseph Grasset (1774-1848), père de Grasset d'Orcet, archéologue,
- Philippe Higonet, (1782-1859), général, député du Cantal, agronome,
- Eugène d'Humières (1811-1890), de Conros, grand-père de Robert d'Humières,
- Joseph Jalenques (1818-1907), notaire à Maurs,
- Amélie de Lacarrière de Comblat (1791),
- Charles-Alexandre de La Baume, père d'Aymar de La Baume Pluvinel,
- Edmond de La Force (1804-1865)[3],
- Gabriel de Larochelambert (1755-),
- Tonny de Lastic (1810-1888),
- Harold de Lastic (1812) et Octave de Lastic (1813), de Vigouroux,
- Casimir de Lavaissière de Lavergne (1806-1892),
- Charles de Lavaissière de Lavergne (1807-1872),
- Napoléon de Miramon-Pesteils, chambellan de Napoléon III,
- Antoine-Martial Borel de Montchauvel,
- Justin Majonenc, (1798-1858), banquier,
- Henri de Méallet de Fargues, ancien officier, auteur de La Vérité sur les évènements de Lyon, 1818,
- Auguste Mirande, docteur en médecine,
- Mgr Frédéric-Gabriel-Marie-François de Marguerye (Sainte-Marguerite 1802-Paris 1876), professeur au Lycée Stanislas, évêque de Saint-Flour, puis d'Autun, archéologue, président d'honneur[4]
- Eugène de Murat-Sistrières (1801-1880), conseiller général, député du Cantal,
- Paul Pélissier de Féligonde (1799-1861), mari d'Iphigénie de Léotoing d'Anjony (1805-1881)
- Jacques Pélissier de Féligonde (1800-), conseiller à la Cour d'appel de Riom,
- Eugène Perrier,
- François-Frédéric de Rochemonteix, père d'Adolphe de Rochemonteix (1837-1902), archéologue,
- Jean Saphary, maître de conférences à l'École normale supérieure,
- Louis Tournaire, ingénieur,
- Louis-Alexandre Trémeuge de La Roussière (1807-1889), à Rézentières.